# Daniel Häberle

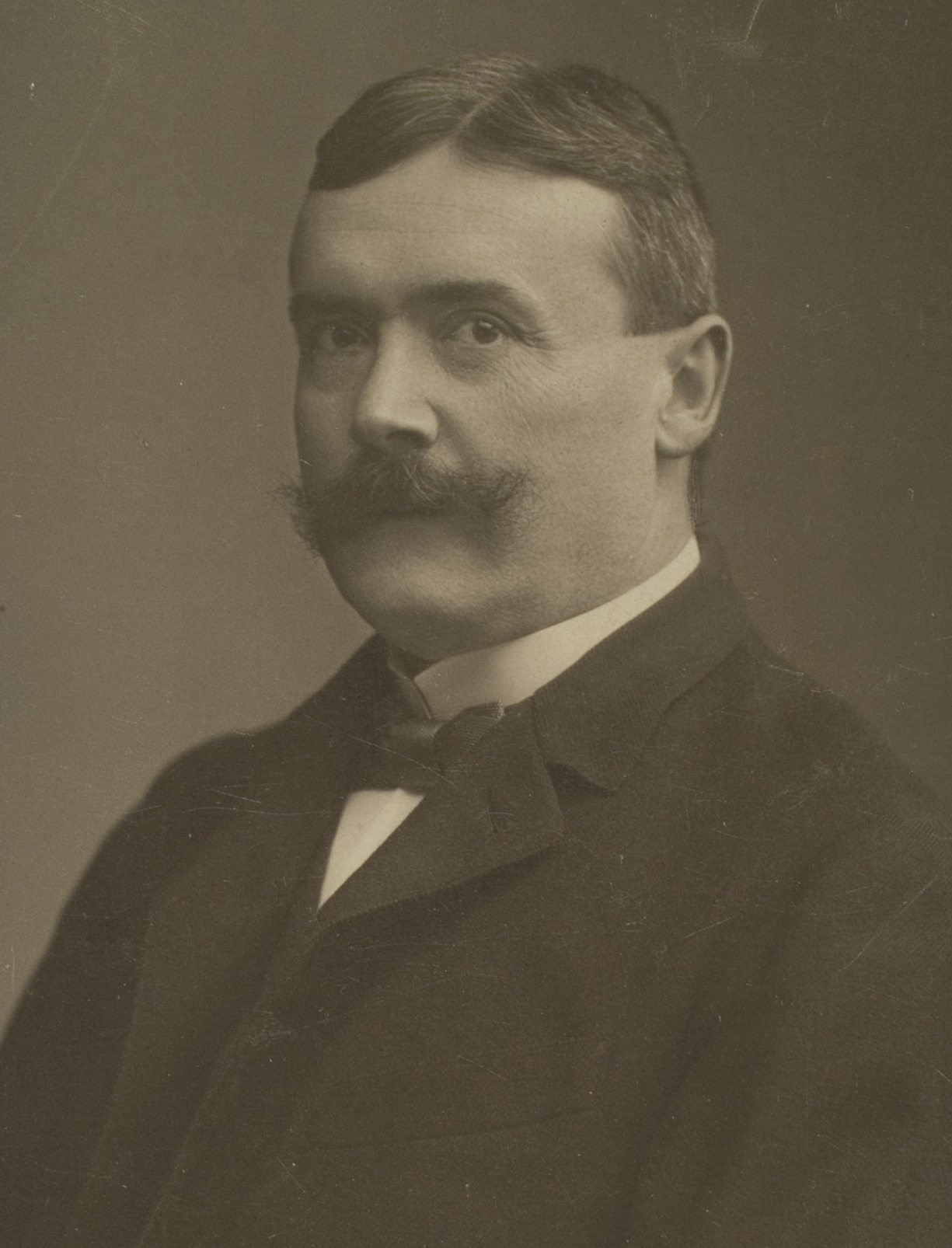
Daniel Häberle

Daniel Häberle (* 8. Mai 1864 auf dem Daubenbornerhof in der Gemeinde Enkenbach; † 9. Juni 1934 in Heidelberg) war ein deutscher Geologe, Paläontologe und Pfälzer Heimatforscher.

## Leben und Werk
Häberle entstammte einer aus dem Allgäu in die Pfalz eingewanderten Familie, die seit 1748 das Gut Daubenbornerhof (auf halbem Weg von Enkenbach nach Kaiserslautern) besaß. Er besuchte das Gymnasium in Kaiserslautern, da er ursprünglich protestantischer Pfarrer werden sollte, brach aber vorzeitig die Schule ab und ging 1883 zur Handelsmarine, mit der er weltweit zur See fuhr (Schweden, England, Frankreich, Nord-, Süd- und Mittelamerika, West- und Ostindien, Süd- und Ostasien, Australien, Südsee). Er war Einjährig-Freiwilliger und Reserveoffizier der Kriegsmarine und nahm 1888/1889 an der Bekämpfung eines Araberaufstands in Ostafrika als Teil der Schutztruppe teil. 1891 bis zum Ruhestand aufgrund einer Tropenkrankheit 1902 war er Kolonialbeamter in Deutsch-Ostafrika (Tansania) zuletzt als Vorstand der Gouvernmentshauptkasse in Daressalam und Kaiserlicher Regierungsrat (1902).
Ab 1902 studierte er an der Universität Heidelberg Geschichte, Geographie, Volkswirtschaft und Naturwissenschaften und wurde 1907 in Paläontologie mit einer Arbeit über die triassische Gastropodenfauna von Predazzo (Südtirol) promoviert. Ab 1907 war er freiwilliger geologischer Mitarbeiter der Universität Heidelberg und ab 1932 Lehrbeauftragter für Pfälzische Landeskunde. Außerdem lehrte er ab 1918 an der Handelshochschule Mannheim, ab 1924 als nebenamtlicher Dozent. Er war Stadtverordneter in Heidelberg (ab 1915 im Vorstand und ab 1919 stellvertretender Obmann) und hatte von 1914 bis 1919 die kaufmännische Leitung des größten Heidelberger Kriegslazaretts in der Stadthalle.
Hauptsächlich machte er sich aber als Pfälzer Heimatforscher einen Namen, hielt viele Vorträge und publizierte viel über Pfälzer Heimatgeschichte und ist für Beiträge zur Landes- und Volkskunde, Geologie und Geographie, Geschichte und Archäologie und Migrations- und Mundartforschung für die Pfalz bekannt. Er war Autor des sechsbändigen Standardwerks Pfälzische Bibliographie. Von ihm stammen rund 600 Veröffentlichungen und die Etablierung des Landschaftsbegriffs Pfälzerwald (der Begriff entstand nach Häberle durch Forstleute 1843 in Johanniskreuz). Er war aktiv im 1903 gegründeten Pfälzerwald-Verein, in dem er seine ersten heimatkundlichen Studien veröffentlichte. Er unternahm viele Lehrwanderungen mit Studenten, dem Pfälzerwald-Verein und dem Verein für Naturkunde Pollichia.
Er heiratete 1899 Emilie Grossarth aus Odernheim, mit der er zwei Töchter hatte.
Er war Herausgeber der Jahresberichte und Mitteilungen des Oberrheinischen Geologischen Vereins, der Verhandlungen des Naturhistorischen-Medizinischen Vereins Heidelberg, der Beiträge zur Badischen Landeskunde, der Pfälzischen Heimatkunde (die er gründete und 1910 bis 1921 herausgab) und der Beiträge zur Landeskunde der Pfalz. Ab 1922 war er Mitherausgeber von Pfälzisches Museum. Er war Schriftleiter der Geographischen Zeitschrift. Er war darüber hinaus Leiter des Instituts für Pfälzische Landeskunde der von-Portheim-Stiftung für Wissenschaft und Kunst in Heidelberg und „Rechner“ der Stiftung.
Er liegt in Odernheim am Glan begraben. Ein Splitternachlass Häberles befindet sich im Archiv für Geographie des Leibniz-Instituts für Länderkunde in Leipzig.

## Ehrungen und Mitgliedschaften
1917 erhielt er vom Großherzog von Baden den Professorentitel und 1934 wurde er Honorarprofessor an der Universität Heidelberg.
- 1916 korrespondierendes Mitglied der Geographischen Gesellschaft in München
- 1917 korrespondierendes Mitglied des Historischen Vereins der Pfalz
- 1918 Ehrenmitglied des Pfälzerwald-Vereins
- 1920 Ehrenmitglied der Vereinigung der Pfälzer Kletterer
- 1920 Ehrenmitglied des Historischen Vereins der Mediomatriker für die Westpfalz
- 1921 Ehrenmitglied des Oberrheinischen Geologischen Vereins
- 1923 Ehrenmitglied der Gesellschaft für bayerische Landeskunde in München
- 1924 Ehrenmitglied des Naturhistorischmedizinischen Vereins in Heidelberg
- 1924 korrespondierendes Mitglied des Mannheimer Altertumsvereins
- 1924 Ehrenmitglied des Literarischen Vereins der Pfalz
- 1925 Ordentliches Mitglied der Pfälzischen Gesellschaft zur Förderung der Wissenschaft
- 1927 korrespondierendes Mitglied der Geographischen Gesellschaft zu Würzburg
- 1930 Ehrenmitglied des Vereins der Pfälzer in Berlin
- Ehrenmitglied der Geographischen Gesellschaft in Rostock
- Ehrenmitglied der Geologischen Vereinigung Mannheim-Heidelberg.
- 1931 Ehrenbürger von Enkenbach[2]
- 1933 Ehrenbürger von Odernheim am Glan (die Heimat seiner Frau)
- 1954 Tafel zu seinem 90. Geburtstag auf der Madenburg bei Eschbach (Pfalz) durch den Pfälzerwald-Verein

Nach ihm wurden der Brachiopode Waldheimia (Curatula) häberlei und der Gastropode Worthenia häberlei benannt.
In Kaiserslautern trägt die Daniel-Häberle-Straße seinen Namen.

## Schriften
- Paläontologische Untersuchung triadischer Gastropoden aus dem Gebiet von Predazzo. Inaugural-Dissertation, Ruprecht-Karls-Universität Heidelberg, Carl Winter´s Universitätsbuchhandlung, Heidelberg, 1908
- Der Oberrheinische geologische Verein in den ersten vier Jahrzehnten seines Bestehens (1871–1910) und seine Berichte. In: Berichte über die Versammlungen des oberrhein. geol. Ver., 43. Versammlung zu Bad Dürkheim am 29. März 2010, Teil 2, E. Anhang, 1910, S. 117–183 Digitalisat
- Das Felsenland des Pfälzerwaldes (Pfälzischer Wasgenwald). Ein Beispiel für die Entstehung bizarrer Verwitterungsformen im Buntsandstein, 1911
- Der Pfälzerwald. Ein Beitrag zur Landeskunde der Rheinpfalz, Braunschweig: Westermann, 1911, 1913 Humboldt-Uni
- Die natürlichen Landschaften der Rheinpfalz. Ein Beitrag zur pfälzischen Heimatkunde 1913
- Berg und Tal im Pfälzerwald, Pfälzerwald-Verein Wanderbuch, Neustadt an der Haardt, 1928, S. 155–171
- Die Besiedlung des Pfälzerwaldes, Pfälzerwald-Verein Wanderbuch, 1930, S. 47–71
- Alte Straßen und Wege in der Pfalz, Pfälzerwald-Verein Wanderbuch 1931, S. 66–125
- Von den Quellen im Pfälzerwald, Pfälzerwald-Verein Wanderbuch, 1934, S. 15–54
- Weinbau in der Pfalz, Pädagogische Warte, Jg. 32, 1925. H. 14
- Die Wüstungen der Rheinpfalz auf Grundlage der Besiedelungsgeschichte, Kaiserslautern 1921
- Die Höhlen der Rheinpfalz, Kaiserslautern: Kayser 1918
- Die Mineralquellen der Rheinpfalz und ihrer nächsten Nachbargebiete in geologisch-historischer Beziehung, Kaiserslautern 1912
- Auswanderung und Koloniegründungen der Pfälzer im 18. Jahrhundert. Zur zweihundertjährigen Erinnerung an die Massenauswanderung der Pfälzer (1709) und an den pfälzischen Bauerngeneral Nikolaus Herchheimer, den Helden von Oriskany (6. Aug. 1777), Kaiserslautern 1909
- Die Wälder des Stiftes zu Kaiserslautern im Jahre 1600 nach der Beforschung des kurfürstlichen Forstmeisters Philipp Velmann : Eine forstlich-geographisch-historische Schilderung, Verlag des Historischen Vereins der Pfalz 1913